# 孝靈宋皇后
宋皇后（2世紀—178年），扶风平陵人。汉灵帝的第一任皇后，宋酆的女儿。

## 生平
永康元年（167年），12岁的汉灵帝即位。建宁三年（170年），宋氏入选掖庭为贵人。第二年秋季，宋贵人被立为皇后，性格脆弱又不得宠爱，后宫嫔妃们都来诋毁她。
熹平元年（172年），中常侍王甫杀了渤海王刘悝及他的王妃宋氏，宋氏是宋皇后的姑母，王甫怕宋皇后迁怒于他，便诬陷宋皇后在宫中以巫蛊诅咒皇帝。灵帝借此收回了她的玺绶，將她廢黜囚禁。宋皇后不久就死在了暴室之中，她的父亲兄弟亦被诛杀。宦官们可怜她，凑钱将她一家的尸体以庶人礼收葬。被杀的人中有曹操的堂妹夫隐强侯宋奇，他可能是宋皇后的兄弟；而时任顿丘令的曹操也因此受到牵连被免职。
後來汉灵帝病時夢見漢桓帝對他發怒斥責說：“宋后何罪，听邪佞使绝其命？宋后及悝（渤海王），自诉于天，天帝震怒，罪难救也。”汉灵帝驚惶，羽林左监许永趁機勸他改葬宋皇后和渤海王，恢復他們的名譽，汉灵帝拒絕。不久汉灵帝也去世了。

## 延伸阅读
[在维基数据编辑]
 《後漢書·卷10下》，出自范晔《後漢書》
 《東觀漢記》